# Campanula sorgerae
Campanula sorgerae är en klockväxtart som beskrevs av Demetrius Phitos. Campanula sorgerae ingår i släktet blåklockor, och familjen klockväxter. Inga underarter finns listade i Catalogue of Life.